# Arachis villosulicarpa
Arachis villosulicarpa (Groundnut) là một thảo dược lưu niên thuộc họ Faboideae. Loài cây này chỉ được trồng bởi dân bản xứ ở Mato Grosso, một bang của Brasil. Loài cây này chưa bao giờ được tìm thấy mọc hoang trong tự nhiên, và được xếp vào loại cây thuần hóa.